# Arturo Mina
Arturo Rafael Mina Meza (ur. 8 października 1990 w Río Verde) – ekwadorski piłkarz występujący na pozycji obrońcy w tureckim klubie Yeni Malatyaspor oraz w reprezentacji Ekwadoru. Znalazł się w kadrze na Copa América 2015.